# سیارک ۱۰۲۱۵
سیارک ۱۰۲۱۵ (به انگلیسی: 10215 Lavilledemirmont، نامگذاری:1997SQ) ده هزار و دویست و پانزدهمین سیارک کشف شده‌است که در ۲۰ سپتامبر ۱۹۹۷ کشف شد.
قدر مطلق سیارک برابر ۱۴٫۸۰ است.